# دونگان-گو
دونگان-گو (به لاتین: Dongan-gu) یک منطقهٔ مسکونی در کره جنوبی است که در آنیانگ، گیونگگی واقع شده‌است. دونگان-گو ۲۱٫۹۲ کیلومتر مربع مساحت دارد. جایی که مینگیو به دنیا اومده سمسممسمس